# Saison 2 de Rosewood
Chronologie
Saison 1
Cet article présente le guide des épisodes de la  deuxième et dernière saison de la série télévisée américaine Rosewood.

## Généralités
- Aux États-Unis, la saison a été diffusée du 22 septembre 2016 au 28 avril 2017 sur le réseau FOX.
- Au Canada, la saison a été diffusée en simultané sur CHCH-DT.

## Distribution

### Acteurs principaux
- Morris Chestnut (VF : Frantz Confiac)  : Dr Beaumont Rosewood, Jr.
- Jaina Lee Ortiz (VF : Olivia Nicosia) : détective Annalise Villa
- Lorraine Toussaint (VF : Maïk Darah) : Donna Rosewood, mère de Beaumont
- Gabrielle Dennis (en) (VF : Géraldine Asselin) : Pippy Rosewood, sœur de Beaumont
- Anna Konkle (VF : Alexia Lunel) : Tara Milly Izikoff aka TMI
- Domenick Lombardozzi (VF : Pascal Casanova) : Capitaine Ira Hornstock
- Eddie Cibrian (VF : Adrien Antoine) : Aaron Slade[1]

### Acteurs récurrents
- Maggie Elizabeth Jones : Bella
- Clancy Brown : Dr Grayson
- Nicole Ari Parker (VF : Ariane Deviègue) : Kat Crawford
- Adrian Pasdar : Dr Derek Foster
- Taye Diggs (VF : Bruno Dubernat) : Mike Boyce
- Alysia Reiner (VF : Armelle Gallaud) : Lilian Izikoff
- Tia Mowry-Hardrict (VF : Gwenaëlle Julien) : Cassie
- Sherri Shepherd (VF : Anne Mathot) : Dr Anita Eubanks
- Joy Bryant (VF : Isabelle Langlois) : Dr Erica Kincaid
- Jessica Morris (en) : Mandy
- Sam Huntington (VF : Hervé Rey) : Mitchie Mendelson
- J.R. Ramirez (VF : Damien Boisseau) : Frank Escajeda
- LeToya Luckett (VF : Fily Keita) : Tawnya[2]
- Camille Spirlin (VF : Isabelle Volpé) : Kayla, fille de Tawyna[2]
- Carla Gallo (VF : Laura Préjean) : Daisy Wick (crossover avec Bones)[3]
- Manny Montana : Marcos Villa[4]

## Épisodes

### Épisode 1:Fraternité
- États-Unis /  Canada : 22 septembre 2016 sur FOX[5] / CHCH-DT
- France : 28 juillet 2017 sur M6[6]
- Belgique : 21 mai 2018 sur RTL-TVI

- États-Unis : 3,65 millions de téléspectateurs[7] (première diffusion)

### Épisode 2:Œil pour œil
- États-Unis /  Canada : 29 septembre 2016 sur FOX / CHCH-DT
- France : 28 juillet 2017 sur M6
- Belgique : 21 mai 2018 sur RTL-TVI

- États-Unis : 3,60 millions de téléspectateurs[8] (première diffusion)

### Épisode 3:Travailler au corps
- États-Unis /  Canada : 6 octobre 2016 sur FOX / CHCH-DT
- France : 28 juillet 2017 sur M6
- Belgique : 28 mai 2018 sur RTL-TVI

- États-Unis : 3,77 millions de téléspectateurs[9] (première diffusion)

### Épisode 4:L'Idole des Maures
- États-Unis /  Canada : 13 octobre 2016 sur FOX / CHCH-DT
- France : 28 juillet 2017 sur M6
- Belgique : 28 mai 2018 sur RTL-TVI

- États-Unis : 3,51 millions de téléspectateurs[10] (première diffusion)

### Épisode 5:Santeria
- États-Unis /  Canada : 27 octobre 2016 sur FOX / CHCH-DT
- France : 28 juillet 2017 sur M6
- Belgique : 4 juin 2018 sur RTL-TVI

- États-Unis : 3,39 millions de téléspectateurs[11] (première diffusion)

### Épisode 6:Convictions
- États-Unis /  Canada : 3 novembre 2016 sur FOX / CHCH-DT
- France : 4 août 2017 sur M6
- Belgique : 4 juin 2018 sur RTL-TVI

- États-Unis : 3,39 millions de téléspectateurs[12] (première diffusion)

### Épisode 7:Beauté fatale
- États-Unis /  Canada : 10 novembre 2016 sur FOX / CHCH-DT
- France : 4 août 2017 sur M6
- Belgique : 11 juin 2018 sur RTL-TVI

- États-Unis : 3,33 millions de téléspectateurs[13] (première diffusion)

### Épisode 8:De l'huile sur le feu
- États-Unis /  Canada : 17 novembre 2016 sur FOX / CHCH-DT
- France : 4 août 2017 sur M6
- Belgique : 11 juin 2018 sur RTL-TVI

- États-Unis : 3,07 millions de téléspectateurs[14] (première diffusion)

### Épisode 9:Sur la corde raide
- États-Unis /  Canada : 1er décembre 2016 sur FOX / CHCH-DT
- France : 4 août 2017 sur M6
- Belgique : 18 juin 2018 sur RTL-TVI

- États-Unis : 3,11 millions de téléspectateurs[15] (première diffusion)

Carla Gallo : Daisy Wick de Bones

### Épisode 10:Walter Panitch
- États-Unis /  Canada : 6 janvier 2017 sur FOX / CHCH-DT
- France : 4 août 2017 sur M6
- Belgique : 18 juin 2018 sur RTL-TVI

- États-Unis : 3,03 millions de téléspectateurs[16] (première diffusion)

### Épisode 11:Mené en bateau
- États-Unis /  Canada : 13 janvier 2017 sur FOX / CHCH-DT
- France : 11 août 2017 sur M6
- Belgique : 25 juin 2018 sur RTL-TVI

- États-Unis : 2,86 millions de téléspectateurs[17] (première diffusion)

### Épisode 12:Passe-passe
- États-Unis /  Canada : 20 janvier 2017 sur FOX / CHCH-DT
- France : 11 août 2017 sur M6
- Belgique : 25 juin 2018 sur RTL-TVI

- États-Unis : 2,87 millions de téléspectateurs[18] (première diffusion)

### Épisode 13:La Vie des autres
- États-Unis /  Canada : 27 janvier 2017 sur FOX / CHCH-DT
- France : 11 août 2017 sur M6
- Belgique : 2 juillet 2018 sur RTL-TVI

- États-Unis : 2,83 millions de téléspectateurs[19] (première diffusion)

### Épisode 14:Renvoyer l'ascenseur
- États-Unis /  Canada : 3 février 2017 sur FOX / CHCH-DT
- France : 11 août 2017 sur M6
- Belgique : 2 juillet 2018 sur RTL-TVI

- États-Unis : 2,61 millions de téléspectateurs[20] (première diffusion)

Mario López

### Épisode 15:Affaire personnelle
- États-Unis /  Canada : 10 février 2017 sur FOX / CHCH-DT
- France : 18 août 2017 sur M6
- Belgique : 9 juillet 2018 sur RTL-TVI

- États-Unis : 2,91 millions de téléspectateurs[21] (première diffusion)

### Épisode 16:Au bal des masqués
- États-Unis /  Canada : 17 février 2017 sur FOX / CHCH-DT
- France : 18 août 2017 sur M6
- Belgique : 9 juillet 2018 sur RTL-TVI

- États-Unis : 2,74 millions de téléspectateurs[22] (première diffusion)

### Épisode 17:Les Lois de l'attraction
- États-Unis /  Canada : 24 février 2017 sur FOX / CHCH-DT
- France : 18 août 2017 sur M6
- Belgique : 16 juillet 2018 sur RTL-TVI

- États-Unis : 2,69 millions de téléspectateurs[23] (première diffusion)

### Épisode 18:Cendrillon
- États-Unis /  Canada : 31 mars 2017 sur FOX / CHCH-DT
- France : 18 août 2017 sur M6
- Belgique : 16 juillet 2018 sur RTL-TVI

- États-Unis : 2,53 millions de téléspectateurs[24] (première diffusion)

### Épisode 19:Le silence est d'or
- États-Unis /  Canada : 7 avril 2017 sur FOX / CHCH-DT
- France : 25 août 2017 sur M6
- Belgique : 23 juillet 2018 sur RTL-TVI

- États-Unis : 2,48 millions de téléspectateurs[25] (première diffusion)

### Épisode 20:Les Fleurs du mal
- États-Unis /  Canada : 14 avril 2017 sur FOX / CHCH-DT
- France : 25 août 2017 sur M6
- Belgique : 23 juillet 2018 sur RTL-TVI

- États-Unis : 2,48 millions de téléspectateurs[26] (première diffusion)

### Épisode 21:Le Rêve américain
- États-Unis /  Canada : 21 avril 2017 sur FOX / CHCH-DT
- France : 25 août 2017 sur M6
- Belgique : 30 juillet 2018 sur RTL-TVI

- États-Unis : 2,85 millions de téléspectateurs[27] (première diffusion)

### Épisode 22:Diamants et cœurs brisés
- États-Unis /  Canada : 28 avril 2017 sur FOX / CHCH-DT
- France : 25 août 2017 sur M6
- Belgique : 30 juillet 2018 sur RTL-TVI

- États-Unis : 2,96 millions de téléspectateurs[28] (première diffusion)